# Particles (canción de Jessica Simpson)
«Particles» —en español: «Particulas»— es una versión de la cantante pop, Jessica Simpson, de Particles que popularizó la banda Nothing But Thieves lanzado a nivel mundial por RCA Records. Al respecto, ésta fue creada en el año 2017 y escrita también por la banda. Por su parte, la versión de Jessica Simpson conservó la letra original, con pequeñas adaptaciones de género, y fue producida, en el año 2021. Tras ello, Fue lanzado el martes 11 de noviembre de 2021 en todo el mundo, convirtiéndose en el primer sencillo de Simpson lanzado luego de 11 años sin lanzar música nueva al mercado.

## Antecedentes
Después de su último lanzamiento musical en 2010, con su álbum de estudio Happy Christmas, en los años siguientes se habló de diferentes fuentes que Jessica lanzaría nueva música, sin embargo Simpson se enfocó en la martenidad y en el mundo empresarial. En 2020, Simspon lanzó su autobiografía, esta acompañadas de 6 nuevos temas musicales, pero sin ningún lanzamiento individual de dichas canciones. 
A principios del mes de noviembre de 2021, Simpson anunció por sus redes sociales el lanzamiento un nuevo sencillo,  «Particles» lanzado el 11 de noviembre de 2021, siendo el primer sencillo lanzado por la cantante luego de más de 10 años sin lanzar al mercado música nueva. La canción una sentida versión de «Particles» de Nothing But Thieves. La canción, del álbum de 2017 de la banda de rock británica "Broken Machine".
Con dicha canción, Jessica, aborda el tema de la adicción, que Simpson ha hablado con franqueza sobre cómo luchar contra ella misma.

## Video Musical
En el video musical dirigido por Justin Coloma, se observa a Simpson sentada en una silla de terciopelo magenta, rodeada de velas y vidrieras, cantando sobre "coquetear con una adicción de la que no puedo deshacerme". Continuó: "Tengo la boca seca, me automedico. Este bajón no se curará por sí solo".

## Formatos
- Descarga Digital

1. "Particles" – 3:35

- Streaming

1. "Particles" – 3:35

## Reproducciones
| Particles |         |
| Spotify   | 288,854 |
| Shazam    | 10,000  |
| Youtube   | 551,000 |